# Spanglish
L'spanglish —dit també espanglish, espaninglish, el spanish broken, inglañol, o espan'glés, una fusió de les paraules angleses "Spanish" i "English"— és certs tipus de fenòmens de contacte de llengües, sobretot la parla de la població hispana dels Estats Units, que va exposada alhora l'espanyol i l'anglès. Aquesta mena de fenomen pot ser el producte de contactes fronterers o més sovint de comunitats bilingües importants, com és el cas per exemple a la frontera dels Estats Units amb Mèxic i a tota la Califòrnia del sud, al nord de Nou Mèxic, a Texas, a Florida, a Puerto Rico, i a la ciutat de Nova York. També es produeix aquesta mena de barreja a Panamà, ja que el control, que va durar 96 anys (de 1903 a 1999), de la zona del Canal de Panamà pels nord-americans ha influenciat alguns aspectes de la societat, particularment entre els antics residents de la zona del Canal de Panamà, que sovint es designaven com a "zonians."
Algunes vegades la varietat anomenada spanglish rep un nom regional; per exemple, a l'estat de Texas alguns en diuen "tex-mex".
La paraula Spanglish és aparentment una creació del lingüista porto-riqueny Salvador Tió a finals dels anys 1940. Tió també va inventar la paraula inglañol, el fenomen invers en què l'anglès es veu afectat per l'espanyol; aquesta darrera paraula no s'ha popularitzat tant com la primera.
Existeix una altra varietat semblant a aquesta barreja lingüística que es coneix popularment com a llanito. Aquesta varietat es parla a Gibraltar i no pertany a la varietat que s'anomena "spanglish".

## Exemple de spanglish
-I’m nobody, and you are nobody too.
-But I’m not just anybody, cualquiera no es nadie, ya quisiera cualquiera ser alguien como lo es nadie. Nadie ocupa el lugar de alguien. Y quita a cualquiera del trono de Nadie. Entiéndeme. Something is rotten in the state of the arts. Las masas están en decadencia--y eso no hay quien me lo quite de la cabeza. Cuando de las masas surgen las revoluciones, las masas están en su apogeo. Cuánto añoro a Danton, a Napoleón, a Juana de Arco--que se levante un negro--y que me revolucione los cuernos y las faldas. Que me haga mejor de lo que soy. Eso es lo que quiero ser, un Don Quijote de la Mancha, un loco que surge de un manso y un bueno. De ahí mismo nace la salud del pueblo. Coño. Y es importante entender lo que significa el gusto.
-La calidad de vida surge del gusto.
-Hasta el mal gusto surge del gusto.
-Es un principio de organización. De quién en el mundo belongs together, and how we recognize each other. Pero dale lo mejor a la gente, desarrolla su gusto, enseña al pueblo a pensar, del pensamiento de un pueblo surgen los grandes pensamientos. Y los grandes hombres surgen del pensamiento de un hombre.
-Surgen de sus anhelos.
-Anhela como anhelo yo, y créeme, llegarás mucho más lejos que yo.
-¿A dónde has llegado tú?
-Al anhelo más grande. A anhelar el hambre, como la boca de un ratón, y conformarme con el queso que me apesta la boca. Quiero decir, que me lo como todo.
-Pero dime. Qué vas a hacer ahora.
-Voy a esperar que llegue mi libertad. Me va a caer como el maná del cielo. Voy a hacer tu vida tan y tan imposible. Con guerrillas anárquicas--aquí y allá. Hasta que me des mi independencia.
-Who is the stronger? The bamboo that bends in the gale or the elm that won't.
-The one that won't--no matter what--eso es tener dignidad.
-¿Qué es la dignidad?
-La medida de la libertad.
-Quiero decir, quién es más fuerte, la isla que se vende y come bien, o la que se mantiene erecta, y se muere de hambre y de soledad.
-¿Cuál es más libre?
-Ninguna de las dos es libre. Todo pertenece. Soledad te acompaña, viajero. Pero como decía Don Antonio Machado, donde hay vino, bebe vino, y si no hay vino, chico, qué te cuesta, tómate el agua fresca.

Escena de la novel·la porto-riquenca, "Yo-Yo Boing!" de Giannina Braschi.

## Algunes paraules traduïdes en Spanglish
| Anglès                                        | Castellà                                               | Espanglish                          |
| --------------------------------------------- | ------------------------------------------------------ | ----------------------------------- |
| watch TV                                      | ver TV - ver la TV                                     | watch la TV wachar la tv            |
| reset                                         | reiniciar                                              | resetear                            |
| pipe                                          | tubo                                                   | paip                                |
| appointment                                   | cita                                                   | apointment                          |
| to have lunch                                 | almorzar                                               | lonchar                             |
| market                                        | mercado                                                | marqueta                            |
| vacuum the carpet                             | aspirar la alfombra                                    | vacumear la carpeta                 |
| I will call you back                          | te vuelvo a llamar                                     | te llamo para atrás                 |
| This machine doesn't work                     | Esta máquina no funciona                               | Esta máquina no trabaja             |
| the roof of the building                      | el techo del edificio                                  | el rufo del bíldin                  |
| brakes                                        | los frenos                                             | los brakes las brekas               |
| to cool (I cool) (you cool)                   | enfriar (enfrío) (enfrías)                             | culear (culeo) (culeas)             |
| to go shopping                                | ir de compras                                          | ir de shopping                      |
| to enjoy (I enjoy) (you enjoy)                | disfrutar (disfruto) (disfrutas)                       | enjoyar (enjoyo) (enjoyas)          |
| Good bye!                                     | ¡Hasta luego!                                          | bye!                                |
| highway                                       | autopista                                              | jaiwey                              |
| play it cool                                  | tomárselo con calma                                    | jugársela frío                      |
| no way                                        | de ninguna manera                                      | no wey                              |
| tough                                         | duro                                                   | tof                                 |
| truck                                         | camión                                                 | troca                               |
| dishes                                        | platos                                                 | dishes                              |
| to load                                       | cargar                                                 | lodear                              |
| microwaves                                    | microondas                                             | microwei                            |
| mowing the yard                               | cortar el césped                                       | cortar la yarda                     |
| sockpuppet (puppet)                           | títere (marioneta)                                     | sokepupet                           |
| one more time (again)                         | otra vez (de nuevo)                                    | uanmortaim (eguén)                  |
| to agree (I agree) (you agree)                | estar de acuerdo (estoy de acuerdo) (estás de acuerdo) | agriar (agrío) (agrias)             |
| to see (I see) (you see)                      | ver (veo) (ves)                                        | siir (sío) (sias)                   |
| to disappoint (I disappoint) (you disappoint) | decepcionar (decepciono) (decepcionas)                 | disapuntar (disapunto) (disapuntas) |
| to mean (I mean) (you mean)                   | querer decir (quiero decir) (quieres decir)            | minar (mino) (minas)                |
| T-Shirt                                       | camiseta                                               | Ti Cher                             |
| insurance                                     | seguro                                                 | aseguranza                          |
| I go back                                     | regreso                                                | voy para atrá                       |
| painting                                      | pintando                                               | paintiando                          |
| to wrap                                       | envolver                                               | drapear                             |
| to freeze                                     | congelar                                               | frizar                              |
| to attach                                     | adjuntar                                               | atachar                             |
| to set                                        | fijar, establecer                                      | setear                              |
| Check it out                                  | Revisar                                                | Chekirau                            |
| deprecated                                    | obsoleto                                               | deprecado                           |
| to forget                                     | olvidar                                                | forgetear                           |
| to park the truck                             | Estacionar la camioneta                                | Parquear la troca                   |
| to log in                                     | acceder, ingresar                                      | loguear, loguearse                  |
| to click                                      | presionar (botón)                                      | cliquear                            |
| to scan                                       | digitalizar (documento)                                | escanear                            |
| to chat                                       | conversar                                              | chatear                             |
| to check                                      | revisar, verificar                                     | checar, chequear                    |
| to mop                                        | trapear                                                | mopear                              |
| disorder                                      | trastorno                                              | desorden                            |
| condition                                     | enfermedad                                             | condición                           |
| to test                                       | probar                                                 | testear                             |